# Dojení

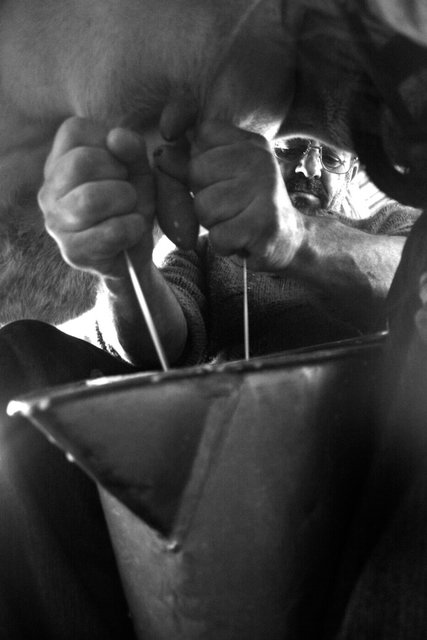
Ruční dojení

Dojení je akt odebírání mléka z mléčných žláz skotu, buvolů, koz a ovcí. Vzácněji se dojí i velbloudi, koně, osli, sobi nebo losi. Dojení se může provádět ručně nebo strojově.

## Obecné informace
Dojení simuluje sání mláděte z vemene matky. Kráva se proto musí otelit, než začne produkovat mléko. Poté jej produkuje přibližně 300 dní od porodu. Obvykle je kráva produktivní pět let. Kolikrát denně je zvíře potřeba podojit, závisí na plemeni, mléčné užitkovosti a stravě zvířete. Krávy se obvykle dojí ráno a večer a před porodem nového telete se několik týdnů nedojí.
Aby se vemeno vyprázdnilo, musí se do krevního oběhu krávy uvolnit hormon oxytocin, produkovaný v hypofýze, a to sáním telete nebo jinými podněty, na které je kráva zvyklá. Oxytocin se také může krávě injekčně podat, aby se získalo i tzv. zbytkové mléko, tj. mléko, které po úplném dojení zůstane ve vemenu. Zbytkové mléko má extrémně vysoký obsah tuku (u krav až 10 %).
Složení mléka se během laktačního období mění, zejména se zvyšuje obsah tuku, bílkovin a solí. Postupně se mléko stává nehodící se ke spotřebě, proto je nutné, aby se kráva v pravidelném intervalu otelila. V praxi se kráva otelí jednou ročně. Před otelením se asi dva měsíce nedojí, takže využitelná doba laktace trvá přibližně 300 dní.

## Ruční dojení

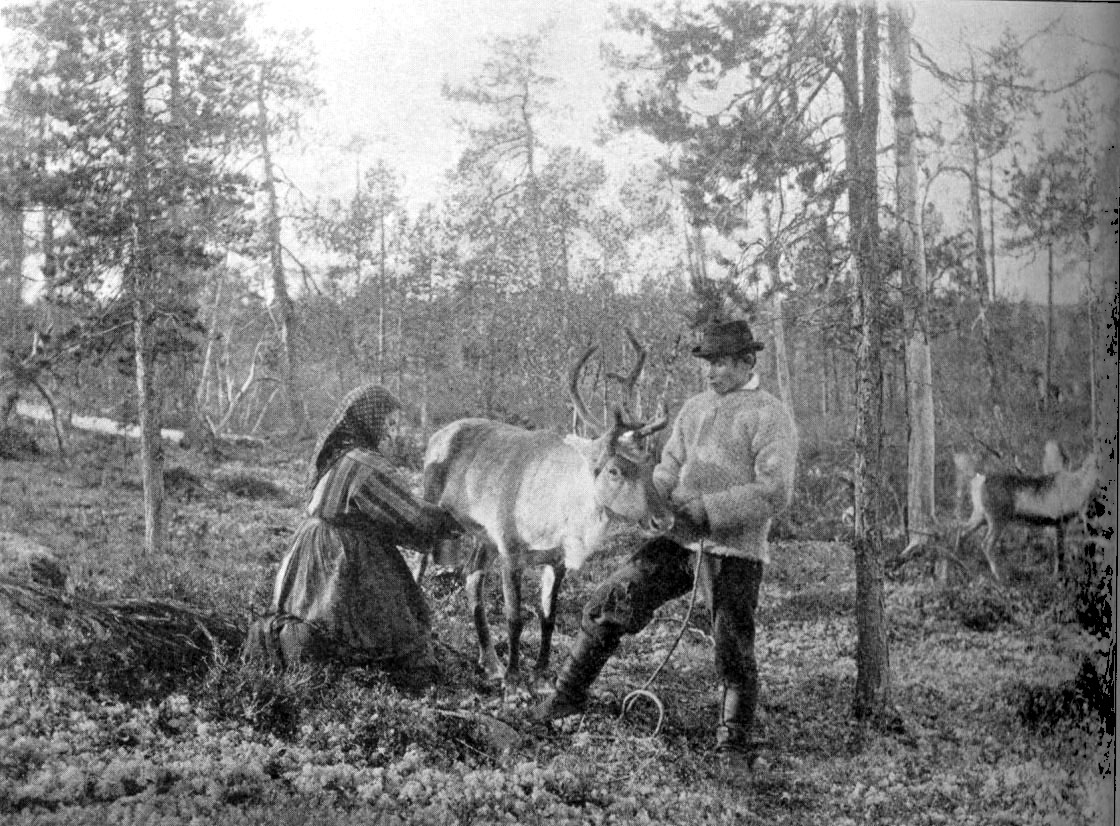
Dojení soba, 19. století

Ruční dojení se provádí masírováním a stahováním struků vemene směrem dolů, přičemž se mléko stříká do přistaveného kbelíku. Používají se dvě hlavní metody. Nežádoucí je však vystříkání mléka ze struku dvěma prsty.
- horní část struku se sevře mezi ukazováčkem a palcem, čímž se mléko zachytí v dolní části, kterou pak zmáčknou ostatní prsty a mléko tak stříká otvorem na špičce struku
- horní část struku se sevře prsty a palcem, které se pak posouvají dolů po struku a tlačí mléko směrem dolů

Ruční dojení vyžaduje značnou praxi, při které je důležitá rychlost. Dojič sedí během dojení na stoličce vedle zvířete. Zkušení dojiči dokáží podojit až litr kozího mléka za minutu. Při této metodě se nadojené mléko shromažďuje ve kbelíku.
Mléko je vázáno na vhodnou stimulaci, která umožňuje mléku proudit do mlékovodů. Tento tok je spouštěn oxytocinem. Účinek však trvá pouze asi 7 až 10 minut, takže dojení musí probíhat rychle. Naopak stresový hormon adrenalin inhibuje účinek oxytocinu, proto je důležité, aby se kráva během dojení nebála a nebyla vystavena nepříjemným podnětům. Hluk a vibrace v kravíně zatěžují jak zvíře, tak dojiče.
V etnografické literatuře z mnoha zemí se uvádí praktika foukání do krav, kdy se vzduch silně vhání do pochvy krávy (někdy i do konečníku), ve snaze zvýšit dojivost. Fyziologické účinky těchto praktik však nejsou jasné.

## Strojové dojení

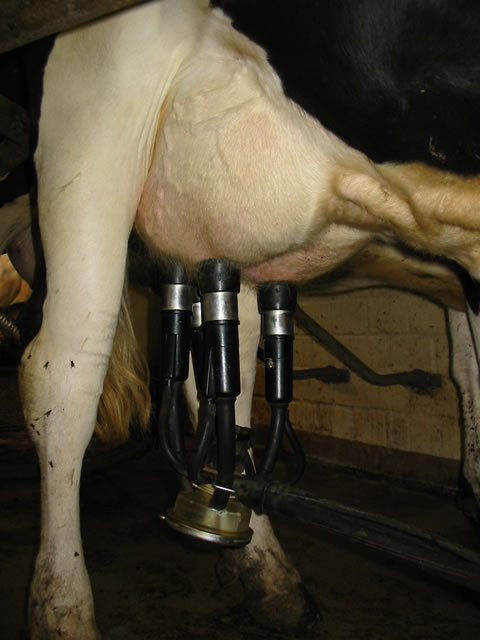
Strojové dojení

Většina dojení se v rozvinutých zemích provádí pomocí dojicích zařízení. Strukové násadce se připevní na struky krav a poté se v nich střídavě používá podtlak a normální tlak vzduchu, aby se mléko z vemene extrahovalo. Mléko se filtruje a chladí, než se přidá do velké nádrže na mléko, která je určena pro jeho skladování.
Průměrná doba dojení je 5 až 7 minut a jedna kráva může být denně strojově podojena dvakrát až třikrát.
Známým vedlejším důsledkem strojového dojení krav je, že se u nich může rozvinout mastitida. Nesterilní stroje mohou zavést bakterie do struků a způsobit infekci. Dalším vedlejším důsledkem strojového dojení je možnost fyzického poškození struků strojem.